# لقيط بن مالك الأزدي
ذو التاج لقيط بن مالك الأزدي أحد زعماء الأزد في دبا، ادعى النبوة بعد وفاة النبي محمد في زمن الخليفة أبي بكر الصديق الذي جرّد له حملات استطاعت القضاء على حركته وقتله خلال حروب الردة.

## ادعاؤه النبوة
بعد وفاة النبي محمد ﷺ، ادعى لقيط النبوة في دبا وتبعه بعض أهلها، وتغلّب على جيفر وعبد ابني الجلندي عُمّال المسلمين على أهل دبا، ففرا منه. وأرسل جيفر إلى الخليفة أبي بكر ليخبره بردة أهل دبا وتنبؤ لقيط، فبعث أبو بكر إليهم بحملتين بقيادة حذيفة بن محصن وعرفجة بن هرثمة، كما أمر عكرمة بن أبي جهل أن يلحق بهما بحملته بعد أن فشل في قتاله مع مسيلمة الكذاب متنبئ اليمامة. وحين علم ذو التاج بمقدم المسلمين، تحرك بجيشه إلى دبا، بينما عسكر ابنا الجلندي في صُحار ولحق بهم بعوث المسلمين. دارت معركة بين الفريقين كادت تنتهي بهزيمة المسلمين لولا وصول مدد من بني عبد القيس وناجية في الوقت المناسب. قتل المسلمون من عدوهم نحو عشرة آلاف من بينهم ذو التاج، وغنموا الكثير في تلك المعركة.

## وصلات خارجية
- اللقيط بن مالك